# 戸上常司
戸上 常司（とがみ つねじ、1946年8月13日 - ）は、日本の経営者。ヤマハ発動機社長を務めた。

## 経歴
石川県金沢市出身。1969年に早稲田大学理工学部を卒業し、1974年5月にヤマハ発動機に入社。2000年6月に取締役に就任し、2003年6月に専務を経て、2007年3月に会長に就任し、2009年11月には社長に就任。経営再建に尽力したが、体調不良により、2010年3月に社長を辞任。